# 이카타촌
이카타촌(伊方村)은 에히메현 니시우와군에 설치된 촌이다. 